# Социал-демократическая партия (Габон)
Социал-демократическая партия (фр. Parti Social-Démocrate, PSD) — политическая партия Габона. Входила в коалицию с правящей Габонской демократической партией. Председатель партии — Пьер-Клавер Муссаву.

## История
Партия была создана в 1991 году. В 1993 году кандидатом на президентских выборах был выдвинут её основатель и председатель, Пьер-Клавер Мусавву. Пьер собрал 3,6% и занял 4 место из 13 кандидатов. Он снова баллотировался на президентских выборах 1998 года, на этот раз заняв 5 место из 8 кандидатов с 1% голосов.
Партия получила одно место в Национальном собрании на парламентских выборах 2001 года, а затем вошла в коалицию с Габонской Демократической партией (PDG). Она бойкотировала президентские выборы 2005 года, но получила два места на парламентских выборах 2006 года, на которых она была частью блока, поддерживающего PDG.
Маганга Мусаву был выдвинут кандидатом от PSD на президентских выборах 2009 года, заняв 6 место из 18 кандидатов с 0,8% голосов. На парламентских выборах 2011 года количество мест в Национальном собрании сократилось до одного.